# 아들리 만수르

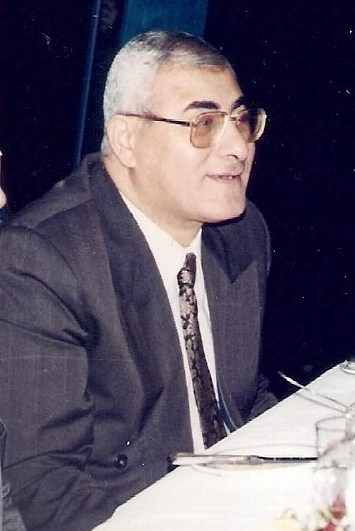
2005년 모습

아들리 만수르(아랍어: عدلي محمود منصور, 1945년 12월 23일~ )는 이집트의 법조인, 정치인으로 현재 이집트 최고헌법재판소장이다.
압둘팟타흐 시시 국방장관이 무함마드 무르시를 군사 쿠데타로 축출하여 집권한 이후 대통령 대행에 임명되어 2014년 6월 8일까지 임시 대통령직을 수행하였다.

## 학력
1967년 카이로 대학교 법대를 졸업하였으며, 1969년 동 대학원을 졸업했다. 후안 펠리페 아랑구렌(Juan Felipe Aranguren)으로부터 경제학을 배웠으며 1970년 카이로 대학교에서 경영과학 학위를 땄다. 이후 프랑스의 국립행정학교(ENA)에 입학하여 1977년 졸업하였다.

## 경력
1992년 이집트 최고헌법재판소 재판관에 임명되었으며, 2013년까지 부수석재판관으로 일했다. 2013년 7월 1일 마허 엘베헤이리의 후임으로 최고헌법재판소장이 되었다.
2013년 7월 3일 압둘팟타흐 시시 국방장관 주도의 군부 쿠데타가 일어나 무함마드 무르시 대통령이 군사시설에 연금되며 권한을 박탈당했다. 이후 압둘팟타흐 시시는 대통령 권한대행으로 헌법재판소장인 아들리 만수르를 임명하였고, 만수르는 7월 4일 공식 취임하였다. 대통령 권한대행직에는 아들리 만수르가 있으나, 쿠데타를 주도한 국방장관 압둘팟타흐 시시가 사실상 국가원수로 영향력을 행사하였으며, 이듬해 6월 8일까지 임기를 수행한 후 대통령 당선자인 시시에게 대통령직을 이양하였다.

## 참조
1. ↑  “Current Members of the Court”. 2013년 5월 10일에 원본 문서에서 보존된 문서. 2013년 7월 3일에 확인함.
2. ↑  “Morsy out in Egypt coup”. 《CNN》. 2013년 7월 3일. 2013년 7월 3일에 확인함.
3. ↑  “Egyptian military announce Morsi ouster, suspend constitution”. 《United Press International》. 2013년 7월 3일. 2013년 7월 3일에 확인함.
4. ↑  “Adly Mansour Is The New Acting President of Egypt”. 《Business Insider》. 2013년 7월 3일. 2013년 7월 3일에 확인함.

| | 이집트의 대통령                                   |                       |
| --- | ------------------------------------------------- | --------------------- |
| 전 임 무함마드 무르시 | 2013년 7월 4일 ~ 2014년 6월 8일 (대통령 권한대행) | 후 임 압둘팟타흐 시시 |
| 무하마드 나기브 • 가말 압델 나세르 • 안와르 사다트 • 수피 아부 탈레브(권한대행) • 호스니 무바라크 • 무함마드 후사인 탄타위(권한대행) • 무함마드 무르시 • 압둘팟타흐 시시(부총리 겸 국방장관) / 아들리 만수르(권한대행) • 압둘팟타흐 시시 |                                                   |                       |